# L'imperatore Qianlong in armatura cerimoniale
L'imperatore Qianlong in armatura cerimoniale è un dipinto realizzato nel 1739 (o nel 1758) da Giuseppe Castiglione, attualmente conservato presso il National Palace Museum di Taipei.

## Storia
La datazione dell'opera è incerta, sebbene sia certo che essa sia stata prodotta quando Castiglione era pittore alla corte imperiale di Pechino. Secondo una prima ricostruzione, l'anno di realizzazione sarebbe il 1739, durante il quarto anno di potere dell'imperatore Qianlong (che quindi sarebbe stato raffigurato all'età di 29 anni). Tuttavia, altre fonti sembrano posticipare questa datazione, ritenendo si tratti di un'opera portata a termine nel 1758, quando l'imperatore aveva 47 anni.
In entrambi i casi si tratta di una vera e propria età dell'oro dell'impero cinese: la dinastia Qing aveva infatti consolidato uno degli imperi più vasti della storia e lo stesso Qianlong si distinse per la sua attività di mecenatismo, che non solo acconsentì alla permanenza di Castiglione alla corte, ma ne permise l'ascesa come pittore di corte - peraltro, commissionandogli anche progetti decorativi relativi al Vecchio Palazzo Estivo.

## Descrizione
Il dipinto è un ritratto equestre che ha come soggetto l'imperatore cinese Qianlong, raffigurato mentre passa in rassegna le truppe dell'esercito Qing. Portando avanti una tradizione manciù, infatti, l'imperatore supervisionava le Otto Bandiere - sistema tramite cui si strutturava l'organizzazione militare - ogni tre anni. Nell'opera, inoltre, vi è un'enfasi particolare sulle abilità degli arcieri a cavallo, unità militare storicamente assai rilevante per l'esercito cinese. 
L'abito cerimoniale con cui è rappresentato Qianlong è conservato presso il Musée de l'Armée di Parigi ed è composto da una tunica e un elmo finemente decorati. L'abito risalta per la sua colorazione prevalentemente gialla, colore riservato esclusivamente alla famiglia imperiale, e viene arricchito da un drago con zampe munite di cinque artigli, anch'esso simbolo del potere imperiale.

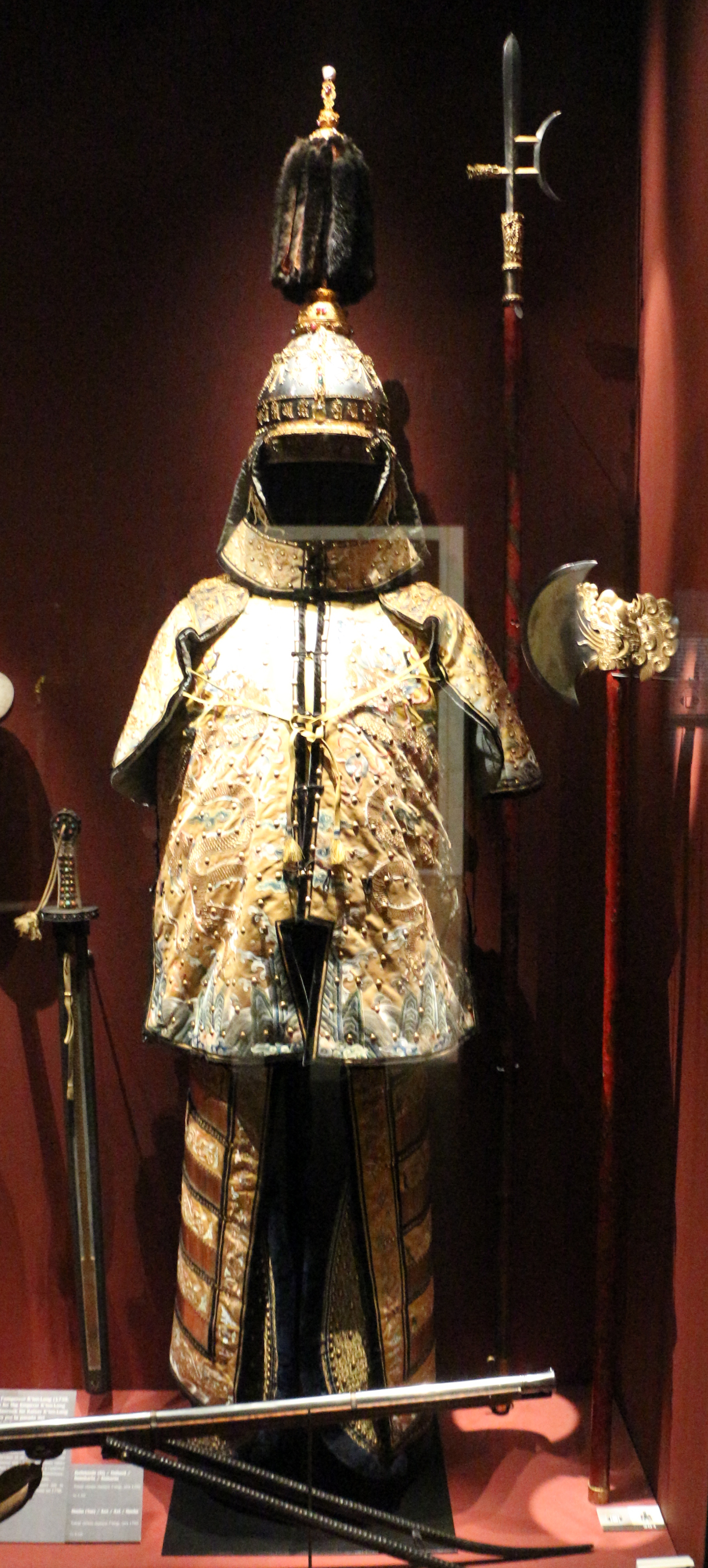
L'uniforme militare nella sua interezza.
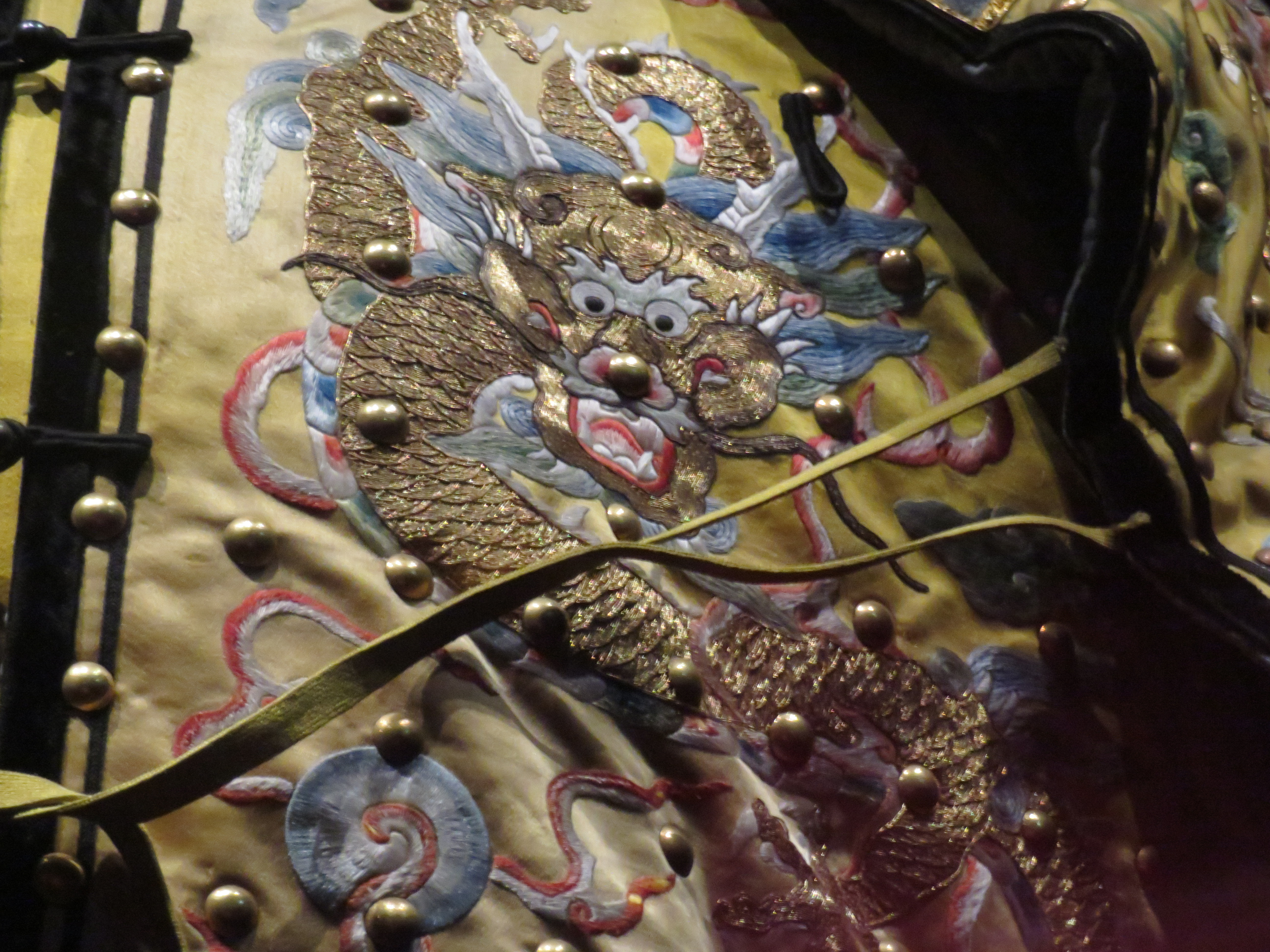
Dettaglio del dragone imperiale.
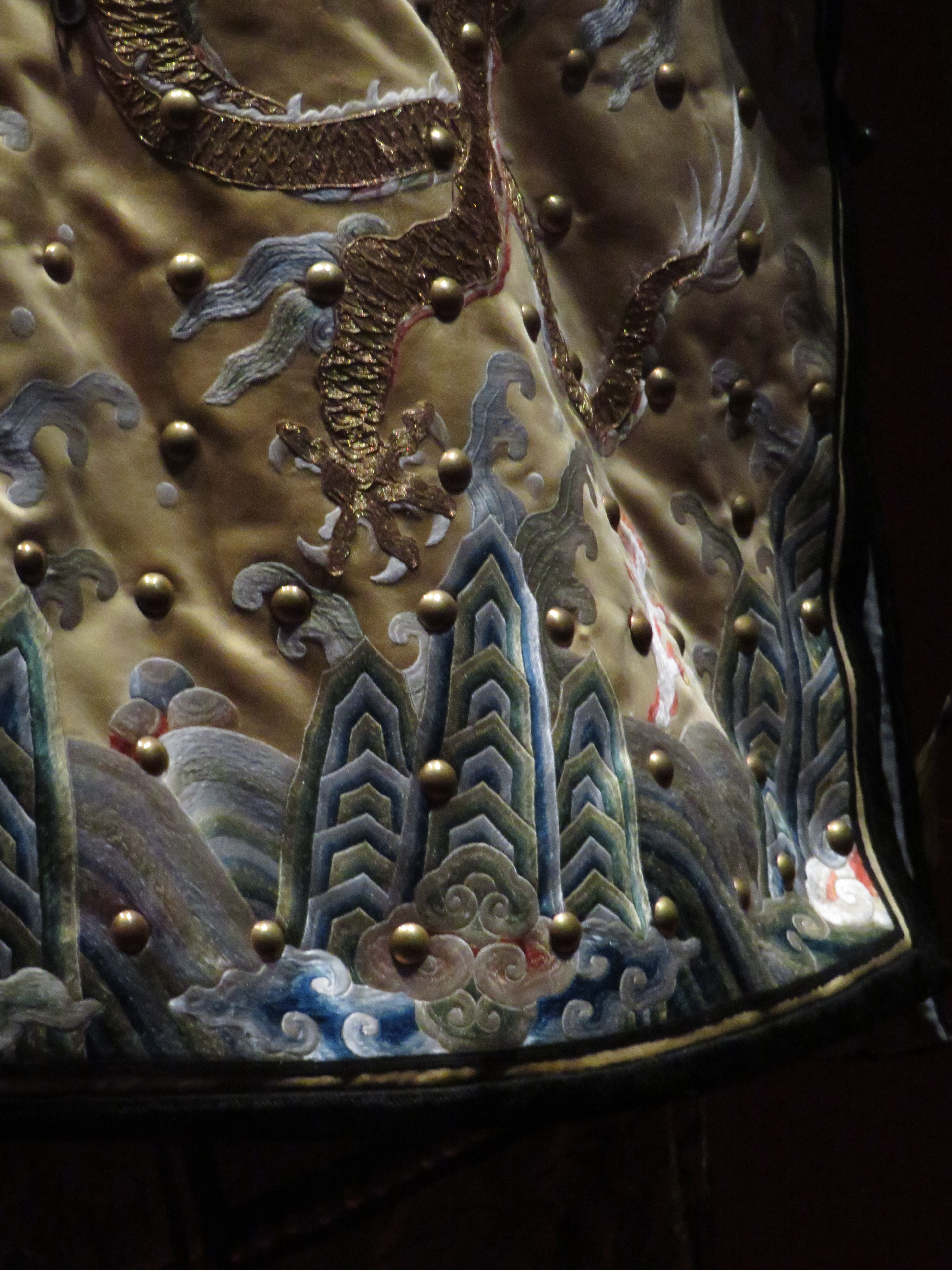
Dettaglio della zampa con cinque artigli.

### Analisi
Sebbene l'opera non sia stata firmata, lo stile e la pennellata permettono di attribuirla agevolmente al Castiglione. I materiali - la seta come supporto, il pennello e i pigmenti adoperati - sono coerenti con la tradizione pittorica cinese; diversamente, è possibile notare alcuni elementi di novità nell'aspetto del cavallo, delle nuvole e nel modo in cui vengono studiate le luci e le ombre sullo sfondo, più assimilabili alla formazione italiana di Castiglione. La raffigurazione delle montagne, invece, è conforme alla tradizione stilistica dei pittori della corte della dinastia Qing.
Nel corso del tempo, L'imperatore Qianlong in armatura cerimoniale è divenuta la rappresentazione più emblematica dell'imperatore Qianlong.